# MMA (kampsport)
 For alternative betydninger, se MMA. (Se også artikler, som begynder med MMA)
Mixed martial arts (MMA) er en moderne kampsport, hvor deltagerne forsøger at vinde over hinanden ved at benytte sig af en række kampsportsteknikker fra forskellige kamsportsarter; heraf navnet mixed martial arts.

## Historie
I oldtiden i Kina, eksisterede kampsport leitai.
Pankration var olympiske kampsport fra 648 fvt.
Lignende sportsgrene eksisterede i oldtiden i Egypt, India og Japan.
Kampsporten blev introduceret i 1993 i form af "Ultimate Figthing", da Gracie familien fra Brazilien stiftede Ultimate Fighting Championship i USA.
I dag er kampsporten kendt under navnet mixed martial arts (MMA).
Sporten har været betragtet som kontroversiel i en lang årrække, da sporten blev kendt som "Ultimate Fighting". Efterfølgende har sporten været igennem ændringer af reglementet med henblik på at finde større accept blandt publikum.[kilde mangler]

## Reglement
Konkurencerne foregår i et bur eller ring og vindes ved, at dommeren stopper kampen, når han vurderer, at en fighter ikke kan forsvare sig selv, hvis en af deltagerne mister bevidstheden på grund af knock-out eller strangulering, eller den ene af deltagerne overgiver sig ved at klappe på gulvet eller på modstanderen, kaldet 'Tap-Out'. Derudover er der dommere til stede til hver kamp, som i tilfælde af der hverken forekommer knockout, submission eller tap-out under kampen, vurderer kampens forløb på point og dermed afgør kampen, såfremt begge sportsudøvere står lige efter kampens afslutning.

## Organisering
I lande hvor MMA-stævner er tilladt bliver de licenseret og sanktioneret af landets/regionens MMA-forbund.
MMA i Danmark organiseres af Danish Mixed Martial Arts Federation (DMMAF). DMMAFs målsætning er medlemskab af Danmarks Idræts Forbund (DIF), hvilket endnu ikke er opnået.